# Данилівська сільська рада (Менський район)
Дани́лівська сільська́ ра́да — адміністративно-територіальна одиниця та орган місцевого самоврядування в Менському районі Чернігівської області. Адміністративний центр — село Данилівка.

## Загальні відомості
Данилівська сільська рада утворена у 1918 році.
- Територія ради: 18,18 км²
- Населення ради: 543 особи (станом на 2001 рік)

## Населені пункти
Сільській раді були підпорядковані населені пункти:
- с. Данилівка
- с. Веселе

## Склад ради
Рада складалася з 12 депутатів та голови.
- Голова ради: Скляр Воломир Віталійович
- Секретар ради: Корнієнко Людмила Вікторівна

### Керівний склад попередніх скликань
| Прізвище, ім'я, по батькові | Основні відомості                                                         | Дата обрання | Дата звільнення |
| --------------------------- | ------------------------------------------------------------------------- | ------------ | --------------- |
| Скляр Володимир Віталійович | Сільський голова, 1963 року народження, безпартійний                      | 26.03.2006   | 31.10.2010      |
| Скляр Воломир Віталійович   | Сільський голова, 1963 року народження, освіта вища, член Партії регіонів | 31.10.2010   |                 |

Примітка: таблиця складена за даними сайту Верховної Ради України

### Депутати
За результатами місцевих виборів 2010 року депутатами ради стали:

#### За суб'єктами висування
| Суб'єкт висування                 | Кількість обраних депутатів | %    |
| --------------------------------- | --------------------------- | ---- |
| Партія регіонів                   | 7                           | 58,3 |
| Самовисування                     | 4                           | 33,3 |
| Політична партія «Сильна Україна» | 1                           | 8,3  |

#### За округами
| № округу                          | Прізвище, ім'я, по батькові     | Дата визнання обраним | Освіта  | Партійна приналежність                  | Відомості про обраного депутата                          |
| --------------------------------- | ------------------------------- | --------------------- | ------- | --------------------------------------- | -------------------------------------------------------- |
| Партія регіонів                   |                                 |                       |         |                                         |                                                          |
| 2                                 | Крижанівська Юлія Володимирівна | 01.11.2010            | вища    | член Партії регіонів                    | Данилівська сільська рада, головний бухгалтер            |
| 5                                 | Маслак Любов Сергіївна          | 01.11.2010            | середня | член Партії регіонів                    | Данилівський фельдшерсько-акушерський пункт, акушерка    |
| 6                                 | Кравченко Ольга Степанівна      | 01.11.2010            | середня | член Партії регіонів                    | ПП «Костюченко», продавець                               |
| 7                                 | Клименко Людмила Анатоліївна    | 01.11.2010            | середня | член Партії регіонів                    | ПП «Костюченко», продавець                               |
| 8                                 | Салова Людмила Анатоліївна      | 01.11.2010            | середня | член Партії регіонів                    | тимчасово не працює                                      |
| 9                                 | Корнієнко Людмила Вікторівна    | 01.11.2010            | вища    | член Партії регіонів                    | Данилівська сільська рада, секретар                      |
| 11                                | Редкач Микола Петрович          | 01.11.2010            | середня | член Партії регіонів                    | ветлікарня, м. Мена, ветлікар                            |
| Політична партія «Сильна Україна» |                                 |                       |         |                                         |                                                          |
| 4                                 | Корнієнко Людмила Володимирівна | 01.11.2010            | середня | член Політичної партії «Сильна Україна» | Данилівський фельдшерсько-акушерський пункт, завідувачка |
| Самовисування                     |                                 |                       |         |                                         |                                                          |
| 1                                 | Ситник Наталія Вікторівна       | 01.11.2010            | середня | позапартійна                            | АД «Коопзаготпром», м. Мена, заготівельник               |
| 3                                 | Рогова Ніна Михайлівна          | 01.11.2010            | середня | позапартійна                            | Данилівський ВЗ, начальник                               |
| 10                                | Топор Ніна Віталіївна           | 01.11.2010            | середня | позапартійна                            | Данилівський сільський клуб, техпрацівник                |
| 12                                | Ситник Любов Олексіївна         | 01.11.2010            | середня | позапартійна                            | ПП «Сіроокий», продавець                                 |